# Silene vulgaris
Silene vulgaris é uma espécie de planta com flor pertencente à família Caryophyllaceae. 
A autoridade científica da espécie é (Moench) Garcke, tendo sido publicada em Flora von Nord- und Mittel-Deutschland 64. 1869.

## Portugal
Trata-se de uma espécie presente no território português, nomeadamente os seguintes táxones infraespecíficos:
- Silene vulgaris subsp. cratericola - presente  no Arquipélago dos Açores. Em termos de naturalidade é endémica da região atrás referida. Não se encontra protegida por legislação portuguesa ou da Comunidade Europeia.
- Silene vulgaris subsp. vulgaris - presente em Portugal Continental, no Arquipélago dos Açores e no Arquipélago da Madeira. Em termos de naturalidade é nativa de Portugal Continental e do Arquipélago da Madeira e introduzida no Arquipélago dos Açores. Não se encontra protegida por legislação portuguesa ou da Comunidade Europeia.